# Univerzitet u Strazburu
Univerzitet u Strazburu (fr. Université de Strasbourg) je javni francuski univerzitet sa sedištem u Strazburu u regiji Alzas. Drugi je po broju studenata univerzitet u državi. Universität Straßburg, na kome su se predavanja izvodila na nemačkom jeziku osnovan je 1538. godine. Taj je univerzitet 1970. podeljen na tri institucije, koje su zatim ponovo objedinjene u današnji univerzitet 1. januara 2009. godine.

## Spoljašnje veze
- www.unistra.fr